# Kate Atkinson
Kate Atkinson (Kalgoorlie, 28 de junho de 1972) é uma atriz australiana. Ela é mais conhecida por seus papéis na série de televisão SeaChange como a policial Karen Miller e Offspring como Renee. De 2013 a 2021, atuou em um papel regular em Wentworth como vice-governadora (mais tarde governadora) Vera Bennett.
Atkinson também apareceu em outros programas de televisão como: Fat Cow Motel, Blue Heelers, The Cooks e Kath & Kim. No cinema, seus papéis incluem Japanese Story, The Hard Word e The Jammed.

## Filmografia

### Cinema
| Ano  | Título         | Papel  | Nota(s)        |
| ---- | -------------- | ------ | -------------- |
| 2000 | Trapped        | Jackie | Curta-metragem |
| 2002 | The Hard Word  | Pamela |                |
| 2003 | Japanese Story | Jackie |                |
| 2007 | The Jammed     | Gabi   |                |

### Televisão
| Ano       | Título                         | Papel                            | Nota(s)                 |
| --------- | ------------------------------ | -------------------------------- | ----------------------- |
| 1996      | The Man from Snowy River       | Biddie O'Brien / Jeannie Drabble |                         |
| 1997      | Blue Heelers                   | Stacey Cooper / Stacey Norse     |                         |
| 1997      | State Coroner                  | Ilana Summers                    | "Final Approach"        |
| 1998–2000 | SeaChange                      | Karen Miller                     |                         |
| 2003      | Temptation                     | Ruth                             | Telefilme               |
| 2003      | Fat Cow Motel                  | Cassie Brown                     |                         |
| 2003      | CrashBurn                      | Deb Wallington                   | "Seven Letters or Less" |
| 2003      | Kath & Kim                     | Assistente de loja de roupas     |                         |
| 2004      | Kath & Kim                     | Mother                           |                         |
| 2004–05   | The Cooks                      | Ruth O'Neill                     |                         |
| 2006      | Doves of War                   | Sophie Morgan                    | "1.6"                   |
| 2006      | Sinchronicity                  | Helena                           | "1.5", "1.6"            |
| 2009      | Rush                           | Freya                            | "2.22"                  |
| 2010      | Sleuth 101                     | Jacqui                           | "A Tan to Die For"      |
| 2010–2012 | Offspring                      | Renee                            |                         |
| 2012      | Jack Irish: Black Tide         | Simone Bendtson                  | Telefilme               |
| 2013      | The Doctor Blake Mysteries     | Monica Patterson                 | "Still Waters"          |
| 2013      | Miss Fisher's Murder Mysteries | Maude Ashmead                    | "Death Comes Knocking"  |
| 2013–2021 | Wentworth                      | Vera Bennett                     | [ 1 ]                   |
| 2016      | Molly                          | Mãe                              | Minissérie              |
| 2016–2021 | Jack Irish                     | Simone                           | [ 2 ]                   |
| 2022      | Underbelly: Vanishing Act      | Melissa Caddick                  | [ 3 ]                   |